# الغواصة الألمانية فئة يو سي 2
استخدمت الغواصات الصغيرة من النوع يو سي II بواسطة البحرية الألمانية الإمبراطورية خلال الحرب العالمية الأولى. لقد دمرو 417 طناً، وحملوا المدافع و7 طوربيدات وما يصل إلى 18 لغم. كانت السفن مزدوجة الهيكل وتسير مسافات أطول مقارنة بالغواصة الألمانية فئة يو بي 1. إذا تم الحكم عليه فقط من خلال أعداد سفن العدو التي تم تدميرها، فإن يو سي II هو أنجح تصميم غواصة في التاريخ: وفقًا للتقديرات الحديثة، فقد أغرقت أكثر من 1800 سفينة عدو.

## قائمة الغواصات
| - غواصة يو سي-16 - غواصة يو سي-17 - غواصة يو سي-18 - غواصة يو سي-19 - غواصة يو سي-20 - غواصة يو سي-21 - غواصة يو سي-22 - غواصة يو سي-23 - غواصة يو سي-24 - غواصة يو سي-25 - غواصة يو سي-26 - غواصة يو سي-27 - غواصة يو سي-28 - غواصة يو سي-29 - غواصة يو سي-30 - غواصة يو سي-31 | - غواصة يو سي-32 - غواصة يو سي-33 - غواصة يو سي-34 - غواصة يو سي-35 - غواصة يو سي-36 - غواصة يو سي-37 - غواصة يو سي-38 - غواصة يو سي-39 - غواصة يو سي-40 - غواصة يو سي-41 - غواصة يو سي-42 - غواصة يو سي-43 - غواصة يو سي-44 - غواصة يو سي-45 - غواصة يو سي-46 - غواصة يو سي-47 | - غواصة يو سي-48 - غواصة يو سي-49 - غواصة يو سي-50 - غواصة يو سي-51 - غواصة يو سي-52 - غواصة يو سي-53 - غواصة يو سي-54 - غواصة يو سي-55 - غواصة يو سي-56 - غواصة يو سي-57 - غواصة يو سي-58 - غواصة يو سي-59 - غواصة يو سي-60 - غواصة يو سي-61 - غواصة يو سي-62 - غواصة يو سي-63 | - غواصة يو سي-64 - غواصة يو سي-65 - غواصة يو سي-66 - غواصة يو سي-67 - غواصة يو سي-68 - غواصة يو سي-69 - غواصة يو سي-70 - غواصة يو سي-71 - غواصة يو سي-72 - غواصة يو سي-73 - غواصة يو سي-74 - غواصة يو سي-75 - غواصة يو سي-76 - غواصة يو سي-77 - غواصة يو سي-78 - غواصة يو سي-79 |  |

### اقتباسات
1. ↑  Helgason، Guðmundur. "U-boat War in World War One". Uboat.net. مؤرشف من الأصل في 2019-09-15.